# Булакева къща
Бековата къща (на гръцки: Οικία Μπουλάκη) е историческа постройка в град Бер, Гърция.
Сградата е разположена на улица „Димостенис“ № 3, близо до „Света Богородица Дексия“.
В 1988 година заради външната си морфология и характерни особености е обявена за паметник на културата.